# Marcell Fensch
Marcell Fensch (* 23. August 1975 in Parchim) ist ein ehemaliger deutscher Fußballspieler.

## Karriere

### Im Verein
Der Abwehrspieler begann seine Karriere in der Jugend von Dynamo Güstrow und wurde 1993 Profi beim FC Berlin. Nach einer Saison wechselte er zum 1. FC Köln, bei dem er sich aufgrund seiner Verletzungsanfälligkeit bei vielen Trainerwechseln nie durchsetzen konnte und nur auf vier Einsätze kam. Deshalb wechselte er 1998 zu Arminia Bielefeld, dort kam er auch aufgrund vieler Verletzungen jedoch nur zu einem Bundesligaeinsatz und so wechselte Marcell Fensch 2001 zum Zweitligaverein SV Babelsberg 03. Dort spielte er vier Jahre und beendete im Sommer 2005 seine Karriere. Bis Ende 2008 arbeitete er als Vorsitzender des Nachwuchsausschusses beim SV Babelsberg. Seit 2005 ist er Inhaber einer Pension und einer Bar in Potsdam.

### In der Nationalmannschaft
1992 wurde Fensch mit der deutschen U-16-Auswahl auf Zypern U-16-Europameister. Trotz seiner vielen Verletzungen bestritt er im Jahre 1998 drei Einsätze für die deutsche U-21 Fußballnationalmannschaft.

## Trivia
Als er am 14. Oktober 1997 im Bundesligaspiel des 1. FC Köln gegen den FC Schalke 04 (Endstand: 0:2) eingewechselt werden sollte, scheiterte dies daran, dass er sein Trikot in der Kabine vergessen hatte. In der Zeit, als er das Trikot aus der Kabine holen wollte, kassierte Köln das erste Gegentor.